# Gustavo Carmelo Castellanos Beltrán
Gustavo Carmelo Castellanos Beltrán (Arauca, 2 de junio de 1950 - Arauca, 29 de abril de 2011) fue un ganadero y político colombiano, quien se desempeñó como Gobernador del Departamento de Arauca entre 1998 y 2000.

## Biografía
Nació en Arauca, capital de la Comisaría de Arauca, en junio de 1950. Estaba dedicado a la ganadería.
Afiliado al Partido Liberal, comenzó su carrera política de la mano de los congresistas Alfonso Latorre Gómez y Alfonso Medina Delgado, llegando a ser presidente de su Dirección Departamental en Arauca. Ocupó multitud de cargos públicos como Concejal y Alcalde de Arauca (1987), miembro del Consejo Intendencial y Secretario de Gobierno de la Intendencia de Arauca. En las elecciones regionales de 1994 fue candidato a la Alcaldía de Arauca, sin éxito.
En las elecciones regionales de 1997 resultó elegido Gobernador de Arauca por el Partido Liberal. Durante su mandato buscó invertir las regalías provenientes de la bonanza petrolera en la modernización vial, la construcción de servicios públicos y el pago de la deuda departamental.
En julio de 2001 fue inhabilitado por cinco años para ejercer públicos por la Procuraduría General, debido a irregularidades en un contrato de 14.000 millones de pesos firmado durante su mandato como gobernador.
En 2003 fue capturado por la Fiscalía General, acusado de tener vínculos con la guerrilla Ejército de Liberación Nacional (ELN). Fue señalado de entregar contratos al ELN y de rendirles cuentas periódicamente acerca de su gestión como gobernador. Por estos hechos, en 2007 la Corte Suprema de Justicia lo condenó a 32 meses de prisión.
Falleció en su ciudad natal en la noche del 29 de abril de 2011, producto de una larga enfermedad.